# Orjachowo
Orjachowo (bułg. Оряхово) – miasto w północnej Bułgarii, w obwodzie Wraca. Jest to centrum administracyjne gminy Orjachowo.

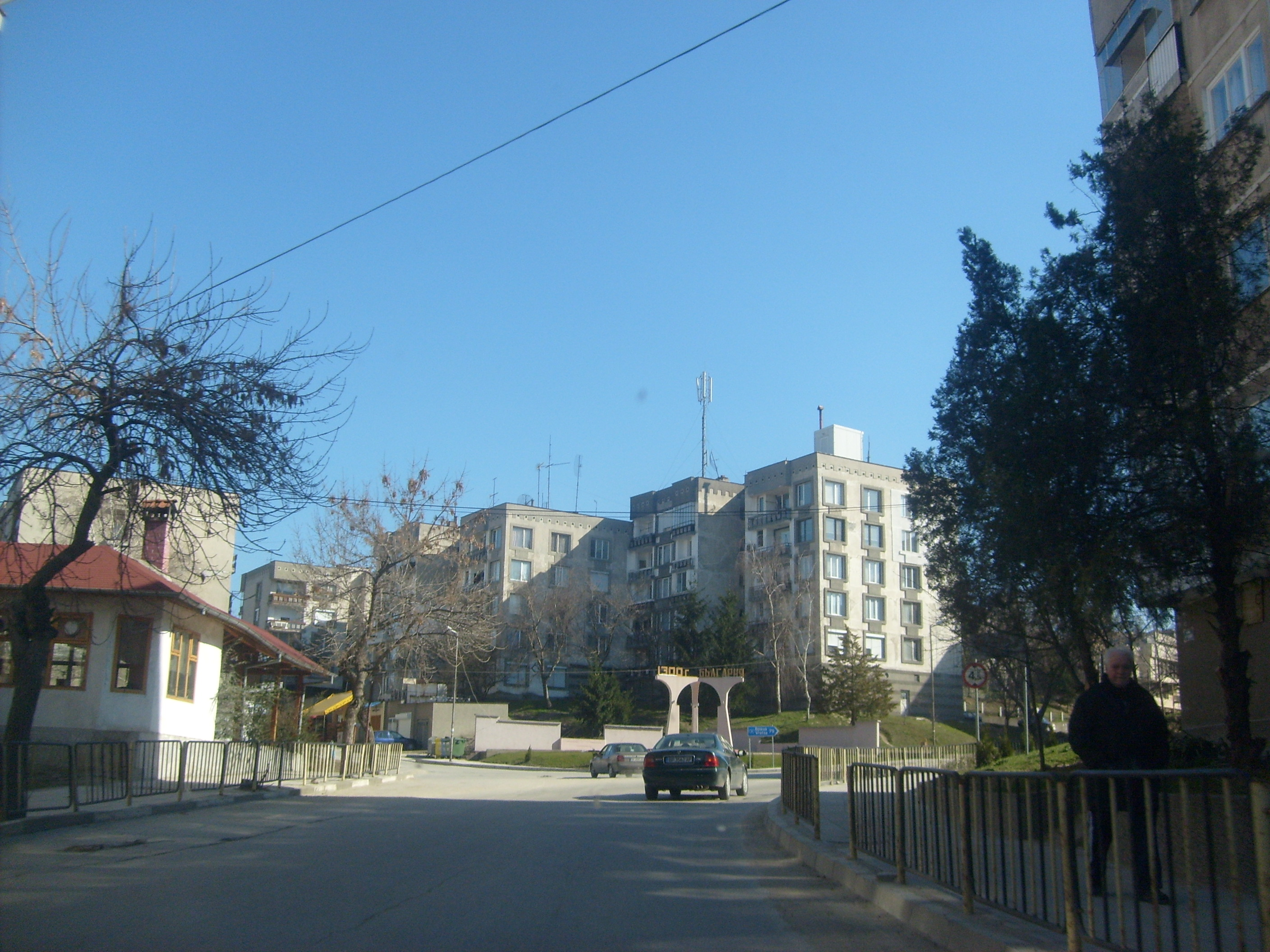
Orjachowo

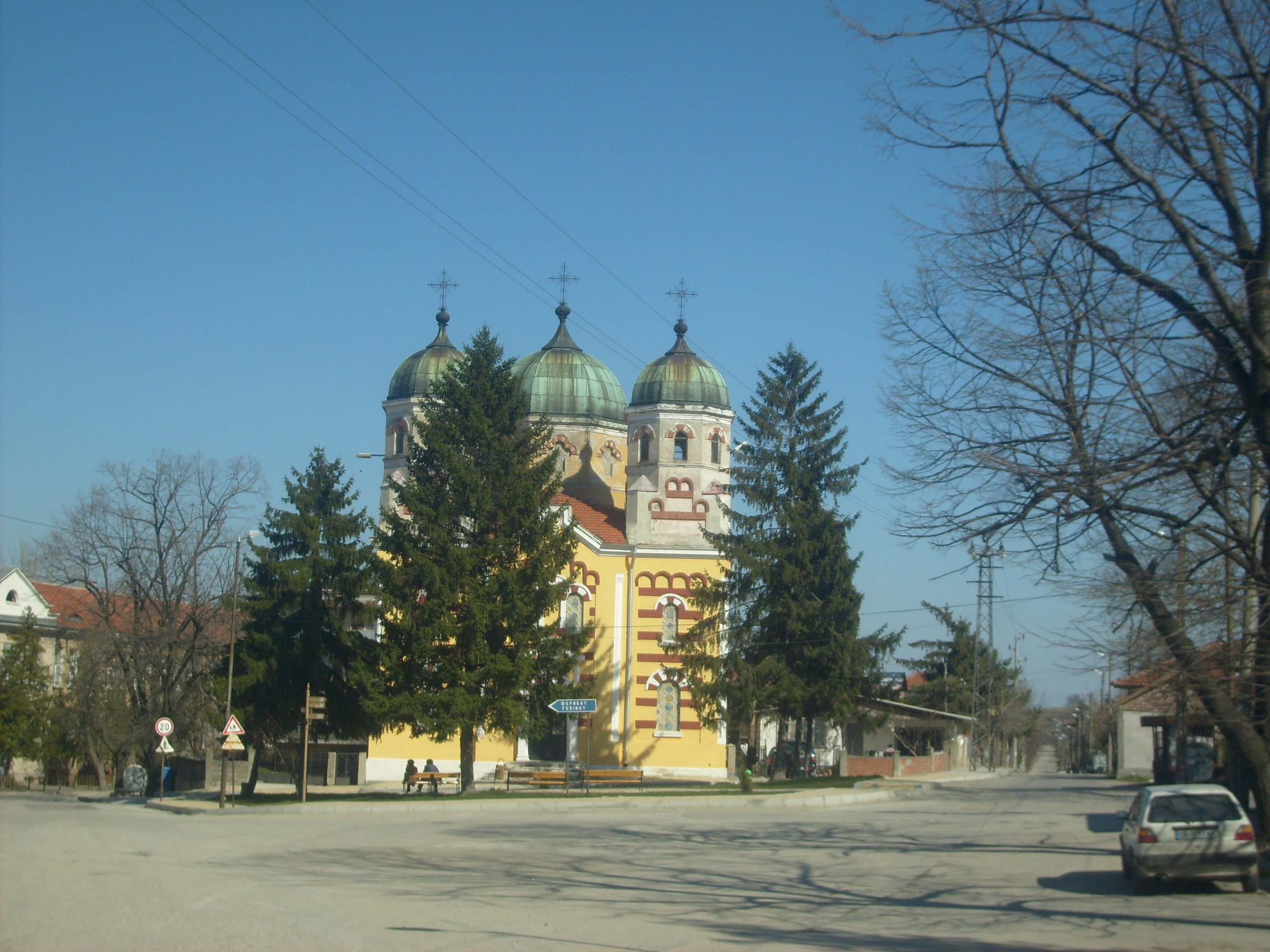
Cerkiew

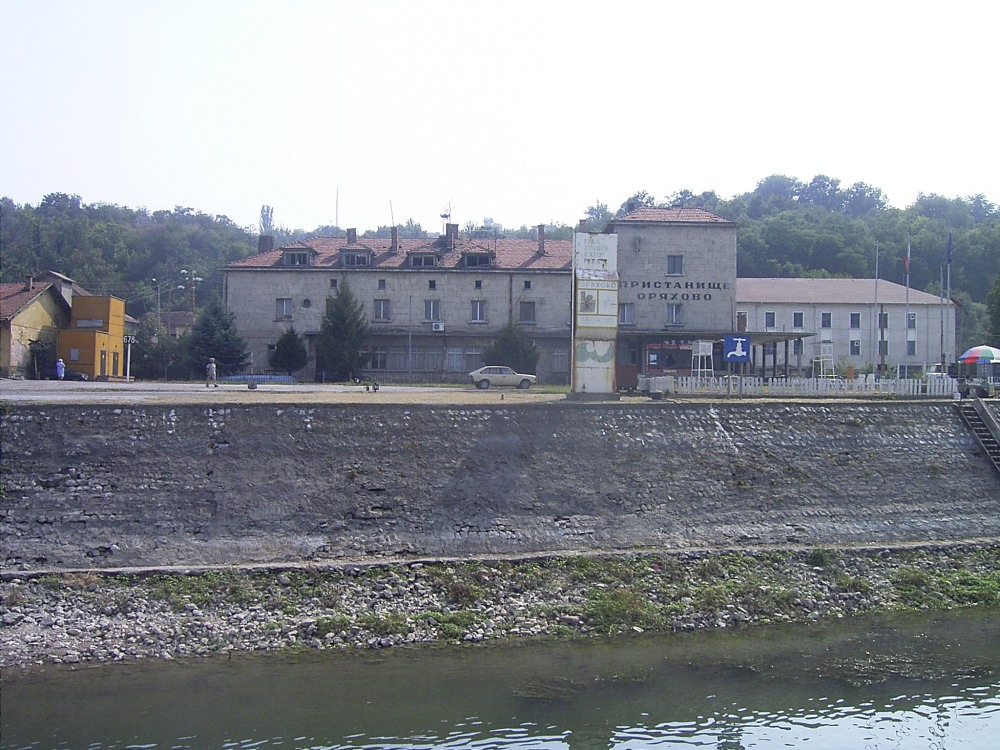
Port

## Geografia
Orjachowo położone jest w malowniczym, pagórkowatym terenie, na prawym brzegu Dunaju.

## Historia
Tereny współczesnego Orjachowa były zamieszkana od czasów starożytnych. Przeprowadzone badania archeologiczne dowodzą istnienia osadnictwa ze wszystkich epok historycznych – od wczesnego neolitu do średniowiecza. Między innymi na terenie miasta znaleziono miedziane miecze Trackie, podkowy końskie oraz pozostałości starożytnych rzymskich fortec. Przez Orjachowo odbyły się dwie wyprawy krucjaty, pierwsza w 1396 roku prowadzona przez króla węgierskiego Zygmunta Luksemburskiego i druga w 1444 roku prowadzona przez króla polskiego Władysława Warneńczyka. W okresie renesansu Orjachowo było jednym z głównych punktów zasilania Imperium Osmańskiego towarami z Europy Zachodniej. W 1726 roku Orjachowo było jednym z głównych miast nad Dunajem. W 1837 roku została zbudowana cerkiew pod wezwaniem Świętego Jerzego, który dziś jest zabytkiem kulturalnym o znaczeniu krajowym w Bułgarii. W 1871 roku powstała pierwsza biblioteka. Miasto zostało wyzwolone w dniu 21 listopada 1877 roku z panowania osmańskiego. W XX wieku budynki były budowane w stylu zachodnim. W 1926 roku powstała linia kolejowa.

## Gospodarka
W mieście funkcjonuje fabryka części zamiennych do ciągników rolniczych oraz warsztaty tkackie.

## Religia
Mieszkańcy Orjachowa są wyznania prawosławnego.